# Grliče
Grliče je naselje u slovenskoj Općini Šmarje pri Jelšah. Grliče se nalazi u pokrajini Štajerskoj i statističkoj regiji Savinjskoj. 

## Stanovništvo
Prema popisu stanovništva iz 2002. godine naselje je imalo 203 stanovnika.